# Sarah O’Connor
Sarah Ellen O’Connor (* 1. Februar 1973) ist eine US-amerikanische Naturstoffchemikerin. Sie untersucht die Vielzahl von Stoffwechselprodukten in Pflanzen, die oftmals als Arzneistoffe auch von medizinischem Interesse sind, wie Alkaloide und Iridoide. Im Zentrum ihrer Forschung steht die Frage, wie Pflanzen diese komplexen Verbindungen aus einfachen Bausteinen herstellen und wie sich die Stoffwechselwege über die Zeit entwickelt haben. Von 2011 bis 2019 war sie Projektleiterin am John Innes Centre in Norwich, Großbritannien. Im November 2018 wurde sie von der Max-Planck-Gesellschaft zum Wissenschaftlichen Mitglied ernannt. Sie leitet die Abteilung Naturstoffbiosynthese am Max-Planck-Institut für chemische Ökologie in Jena.

## Ausbildung
Sarah O’Connor studierte von 1991 bis 1995 an der University of Chicago; ihre Studien schloss sie als Bachelor of Science in Chemistry ab. Anschließend promovierte sie bis zum Jahr 2000 am Massachusetts Institute of Technology (MIT) in Cambridge bei Barbara Imperiali zum Thema Conformational Effects of Asparagine-Linked Glycosylation. Ihren Doktortitel erhielt sie für ihre Forschung über Proteinglykosylierung. Sie war Postdoktorandin an der Harvard Medical School, wo sie zusammen mit Christopher T. Walsh an der Epothiolon-Biosynthese arbeitete. Von 2003 bis 2010 kehrte sie als Professorin an das MIT zurück.

## Forschung
Zu den wissenschaftlichen Arbeiten von Sarah O’Connor zählen detaillierte Untersuchungen wichtiger Arzneipflanzen: Rauwolfia serpentina, Catharanthus roseus und Aspergillus japonicus. Mittels Bioinformatik und Enzymcharakterisierung deckt ihre Arbeitsgruppe auf, über welche Biosynthesewege diese Pflanzen Wirkstoffe herstellen. Durch den Einbau neuer Enzyme, wie zum Beispiel einer Halogenase oder einer Oxidase, entstehen neue Varianten dieser Moleküle, die in der Natur nicht vorkommen. Ziel der Forschung ist es, „neuartige Verbindungen“ mit noch besseren Eigenschaften, wie etwa reduzierten Nebenwirkungen, herzustellen.

## Auszeichnungen und Mitgliedschaften
- 2011 – Pfizer Award in Enzyme Chemistry
- 2011 – Royal Society Wolfson Research Merit Award
- 2013 – Wain Medal[7]
- 2017 – Mitglied der European Molecular Biology Organization[8]
- 2018 – European Research Council (ERC) Advanced Grant
- 2019 – Perkin Prize for Organic Chemistry
- 2022 – Honorarprofessorin und Ehrenmitglied der Chemisch-Geowissenschaftliche Fakultät der Friedrich-Schiller-Universität Jena[9]
- 2022 – Ernest Guenther Award
- 2023 – Gottfried Wilhelm Leibniz-Preis
- 2023 – Mitglied der Royal Society
- 2024 – Prelog-Medaille und -Vorlesung des Laboratorium für Organische Chemie der ETH Zürich[10]
- 2024 – Aufnahme als Mitglied der Sektion Organismische und Evolutionäre Biologie in die Nationale Akademie der Wissenschaften Leopoldina
- 2024 – Ehrendoktorwürde der Universität Tours[11]